# Néjib Karafi
Néjib Karafi, né le 26 novembre 1952 à Thala, est un haut fonctionnaire et homme politique tunisien. Il est secrétaire d’État auprès du ministre du Développement régional et local du 27 janvier au 24 décembre 2011, au sein du gouvernement d’union nationale de Mohamed Ghannouchi et de celui de Béji Caïd Essebsi.

## Biographie

### Études
Néjib Karafi possède un diplôme d'études supérieures en sciences économiques, obtenu à l'université de Tunis.

### Carrière dans la fonction publique
Entre 1982 et 1990, il est chef de service au commissariat général du développement régional de Tunis. Entre 1986 et 1990, il est coordinateur du programme de développement du Sud, en sa qualité d'attaché au cabinet du ministre de la Défense nationale.
Entre 2006 et 2010, il est directeur général du Centre technique du textile (CETTEX). À partir de 2010, il est PDG du pôle technologique de Borj Cédria.

### Carrière politique
À la suite de la révolution de 2011, Néjib Karafi est nommé secrétaire d’État auprès du ministre du Développement régional et local dans le gouvernement d’union nationale de Mohamed Ghannouchi puis dans celui de Béji Caïd Essebsi. Ses ministres du Développement régional et local référents sont Ahmed Néjib Chebbi (jusqu’au 7 mars) puis Abderrazak Zouari.

### Vie privée
Néjib Karafi est marié et père de deux enfants.